# Kanzel (Zwergern)

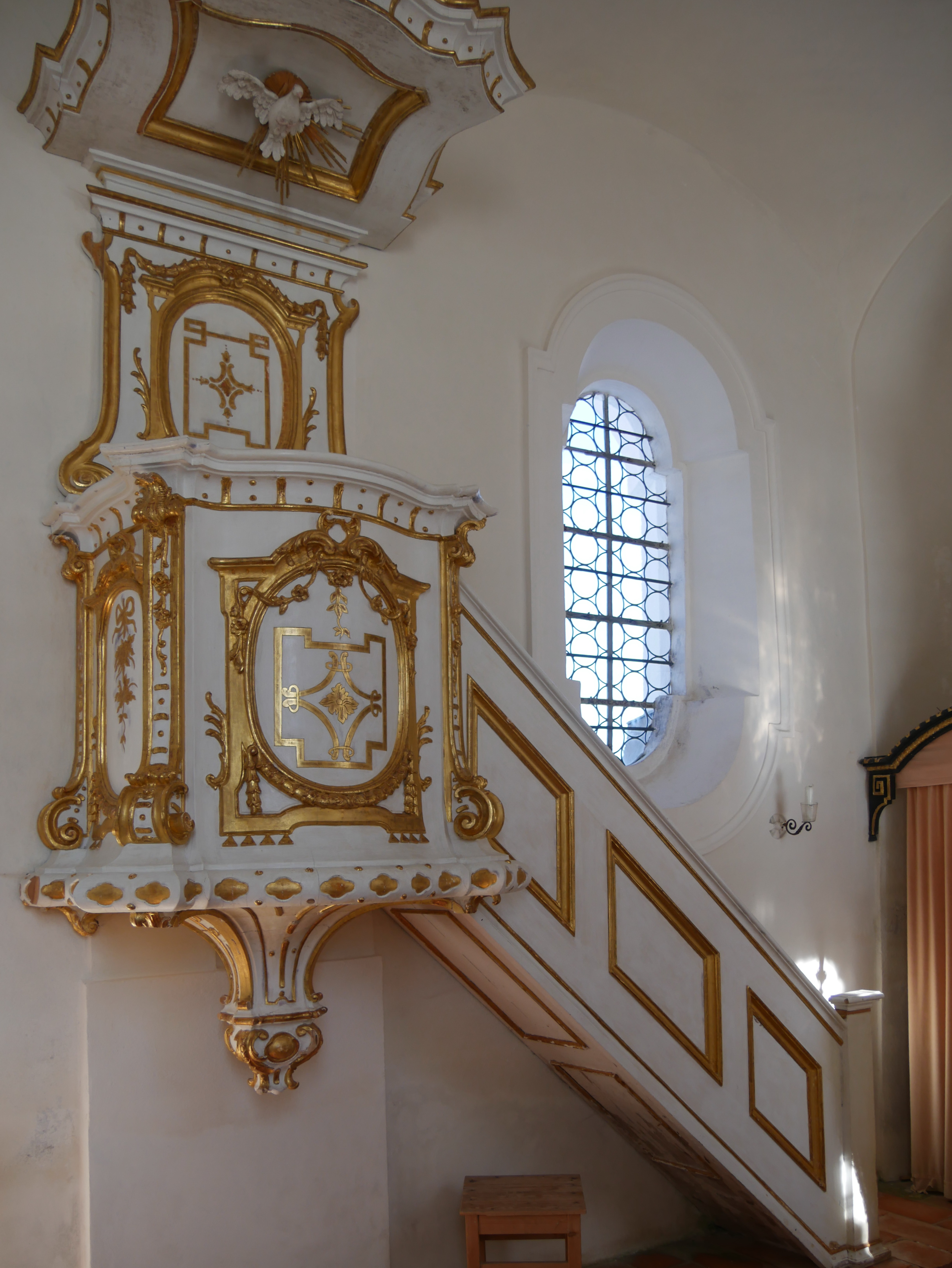
Kanzel in Zwergern

Die Kanzel in der katholischen Filialkirche St. Margareth in Zwergern, einem Gemeindeteil von Kochel am See im oberbayerischen Landkreis Bad Tölz-Wolfratshausen, wurde 1782 geschaffen. Die Kanzel ist ein Teil der als Baudenkmal geschützten Kirchenausstattung.
Die hölzerne Kanzel im Stil des Klassizismus wurde von Johann Georg Miller geschaffen wie auch das Gestühl der Kirche. Der Kanzelkorb ist mit Ornamenten geschmückt und wie die ganze Kanzel ausschließlich in Weiß und Gold gehalten.
Der schlichte Schalldeckel ist an der Unterseite mit der Heiliggeisttaube versehen.